# Dinotrema calvum
Dinotrema calvum är en stekelart som beskrevs av Vladimir Ivanovich Tobias. Dinotrema calvum ingår i släktet Dinotrema och familjen bracksteklar. Inga underarter finns listade i Catalogue of Life.